# USS Boxer (CV-21)
USS Boxer (CV-21) – amerykański lotniskowiec typu Essex.
Stępkę okrętu położono 13 września 1943 w stoczni Newport News Shipbuilding w Newport News. Zwodowano go 14 grudnia 1944, matką chrzestną była córka senatora Overtona. Jednostka weszła do służby w US Navy 16 kwietnia 1945, jej pierwszym dowódcą był Captain D.F. Smith.
Nie brał udziału w II wojnie światowej, natomiast uczestniczył w walkach podczas wojny koreańskiej, m.in. w bitwie o Inczon. Odznaczony ośmioma battle star. Po wojnie brał udział w wielu ćwiczeniach. Uczestniczył w programie Apollo. W czasie wojny wietnamskiej pełnił rolę transportowca samolotów.
1 grudnia 1969 – po 25 latach służby – został wycofany ze służby, a następnie sprzedany na złom.